# Henk Pijlman (componist)
Henk Pijlman (Amsterdam, 25 februari 1908 – 1989) was een Nederlands componist, dirigent, organist en beiaardier.
Van deze componist en kerkmusicus is niet al te veel bekend. In 1929 is hij opvolger van Willem Zorgman (1903-1981) als organist aan de Arp Schnitger-orgel van de Grote of Mariakerk te Meppel. Maar er wordt bericht dat hij vrij vlug ontslag naam wegens zijn benoeming aan de Gereformeerde Kerk te Meppel, waar een nieuwe elektro-pneumatische orgel, van de orgelbouwer Walcker geplaatst werd.
Verder is bekend, dat hij verschillende harmonie- en fanfareorkesten dirigeert, bijvoorbeeld van 1949 tot 1970 de Christelijke Muziekvereniging Hattem te Hattem. Aldaar is ook gedocumenteerd, dat hij geruime tijd stadsbeiaardier te Hattem is geweest.
Verder was hij dirigent van het Christelijk Mannenkoor "Door Eendracht Verbonden" (DEV) Hattem van 1956 tot 1970.
Bij een muziekuitgever voor gereformeerde kerkmuziek (De Harp, Harpklanken) van de eigenaar Fetze Pijlman (1882-1965) is een orgelboek uitgegeven, waarin Henk Pijlman en Praeludium bijgestuurd heeft. In de repertoirelijst van de Duitse mannenkoor "MGV Liederkranz 1842 Gedern e.V." is er een mannenkoorstuk "Gij dienaer van hem" gedocumenteerd.
Hij heeft cantates van Johann Sebastian Bach bewerkt voor koren, orkest en harmonieorkest en Nederlandse vertalingen van de teksten uitgevoerd alsook: en.

## Composities

### Werken voor orkest
- Psalmenrapsodie, voor orkest

### Werken voor harmonie- en fanfareorkest
- 1967 Das Donautal "Engelhartszell", voor fanfareorkest
  1. Das alte Dorf und die neue Promenade
  2. Das Trappistenkloster
  3. Die Engelszeller Kapelle
  4. Donau Kraftwerk "Jochenstein"
- Zes Bachkoralen, voor harmonie- of fanfareorkest
  1. Herzliebster Jesu
  2. Ich bin's, ich sollte büssen
  3. Was mein Gott will
  4. Mir hat die Welt
  5. Wer hat dich so geschlagen
  6. Wie Wunderbarlich

### Werken voor koor
- De loofzang van Maria, voor gemengd koor
- De loofzang van Simeon, voor gemengd koor
- Gij dienaer van hem, voor mannenkoor
- In Bethlehem's Stall, voor gemengd koor
- Lof en aanbidding, voor gemengd koor
- "'t was nacht in Bethlehems dreven", voor gemengd koor
- Troost mijn Volk, voor gemengd koor
- Zingt een nieuw lied, voor gemengd koor

### Kamermuziek
- De 4 dwergen, voor hoornkwartet

### Werken voor orgel
- Praeludium